# Suwa (miasto)
Suwa (jap. 諏訪市 Suwa-shi) – miasto w środkowej części wyspy Honsiu w Japonii w prefekturze Nagano.

## Położenie
Miasto położone we wschodniej części prefektury Nagano. Miasto graniczy z:
- Okaya
- Chino
- Ina

## Historia
Miasto powstało 10 sierpnia 1941 roku.